# Burgstall Altgabelstein
Der Burgstall Altgabelstein bezeichnet eine abgegangene Höhenburg auf 330 m ü. NN in der Waldabteilung Alten Bürg einem bewaldeten Hügel 10 Meter über dem Michelbach östlich des Dorfes Michelbach am Wald in der Gemeinde Öhringen im Hohenlohekreis in Baden-Württemberg.
Die Burg, über deren Entstehung und Besitzer nichts bekannt ist, war auf drei Seiten zum nördlichen Berg hin durch Einschnitte und künstlich vertiefte Zuläufe des Michelbachs gesichert. Es kann angenommen werden, dass die Burg der Sicherung des Michelbachtals diente, eventuell auch eine Vorgängeranlage der Burg Gabelstein war.
Der Burgstall, auf den das Gewann „Alte Gabeln“ hinweist, zeigt keine Reste mehr, ein Fundament einer Ringmauer zum Michelbach hin lässt sich nur vermuten. Der Lesefund einer „Fache“ (Lehm- und Strohfüllung zwischen Balken bei Fachwerkhäusern) weist, wie auch bei der Eselsburg auf ein abgebranntes Fachwerkgebäude hin.